# Reinher de Paderborn
Reinher de Paderborn   (Paderborn, c. 1140 - Paderborn, c. 1190), també anomenat Reiner l'Alemany, va ser un religiós i científic alemany del segle xii.

## Vida i obra
No es coneix gairebé res de la seva vida, diferents autors proporcionen dates diferents de naixement i defunció. El que se sap del cert és que era canonge de la catedral de Paderborn a Westfàlia i que va escriure, el 1170 o 1171, un opuscle amb el títol de Computus Emendatus, sobre la necessitat de reformar el calendari julià, imperant a l'Europa cristiana, essent probablement el primer text escrit en el qual es critica obertament el calendari julià. Aquest text és notable per diferents motius:
1. És el primer anàlisi medieval exhaustiu del calendari hebreu[4]
2. És un dels texts llatins més antics en els que s'empra la numeració aràbiga de forma sistemàtica i se'n fa una defensa per la seva claredat[5]
3. És el primer text escrit en el qual es suggereix a l'Església Romana la necessitat de millorar el còmput i passar a un comptatge més acurat, per evitar l'acumulació de diferències que produiria el calendari julià.

Tot i que l'obra està escrita per motius litúrgics, com fixar la data de la crucifixió de Crist (26 de març de l'any 34 dC), la seva base matemàtica i astronòmica és molt completa.